# Gartenberg (Geretsried)
Gartenberg ist mit rund 11.900 Einwohnern der größte Ortsteil der Stadt Geretsried in Oberbayern.
Geschichtlich betrachtet entstand der Ortsteil Gartenberg – komplett neu – im Wolfratshausener Forst: Während des Zweiten Weltkrieges befand sich dort ein Sprengstoffwerke für die Rüstungsindustrie der Dynamit Aktien Gesellschaft (DAG), das Verwaltungsgebäude der DAG wurde zum Rathaus der heutigen Stadt Geretsried. Nach dem Zweiten Weltkrieg wurde der Wald gerodet um Platz für Tausende Heimatvertriebene aus dem Sudetenland, aus Schlesien und Ungarndeutsche zu schaffen. Viele der Straßennamen erinnern an die alte Heimat.
Der Ortsteilname Gartenberg ist identisch mit einem alten Flurnamen, in dessen Gebiet sich der Gartenberg befindet. Dabei handelt es sich um eine längliche, größtenteils bewaldete Anhöhe westlich des Stadtteils Gartenberg und der Bundesstraße 11. Die Anhöhe zieht sich fast durch das gesamte Stadtgebiet in Nord-Süd-Richtung, ist teilweise Naturschutzgebiet und trennt letztmals das Isar- vom Loisach-Tal vor Wolfratshausen. Bis zur Gründung der Gemeinde Geretsried im Jahre 1950 wurde auch die Bezeichnung Wolfratshausen-Gartenberg in Anschriften verwendet. Der Name Gartenberg stand zur Auswahl, als ein Name für die damals neuzugründende Gemeinde gesucht wurde. Zuletzt wurde dem Namen Geretsried der Vorzug gegeben, weil er im Gegensatz zum Flurnamen Gartenberg bereits geschichtlich mit dem Namen der ältesten Ansiedlung im Gemeindegebiet verbunden war.
Der Ortsteil Gartenberg liegt südlich von Wolfratshausen zwischen dem Fluss Isar und der Bundesstraße 11, die nachfolgenden Ausfahrten im Ortsteil besitzt:
- Geretsried-Nord
- Geretsried-Mitte (hier befindet sich das Rathaus der Stadt Geretsried)
- Geretsried-Schulzentrum

Im Ortsteil befindet sich je eine Grund-, Haupt- und Realschule sowie ein Gymnasium und eine Musikschule. Es gibt ein kleines Hallenbad, eine Tennisanlage mit 10 Plätzen, ein Eisstadion und ein Sportstadion.
Im Zeitraum von 2005 bis 2007 entstand in der Nähe des Rathauses durch mehrere Umbauten das neue Zentrum von Geretsried und soll mit der projektierten Verlängerung der S-Bahn von Wolfratshausen eine von drei Haltestellen im Stadtgebiet mit dem Namen Geretsried-Mitte erhalten. 